# Liste d'humoristes québécois
Cette liste énumère des humoristes québécois ayant fait ou faisant des prestations humoristiques sur scène, à la télévision ou à la radio. 
Cette liste inclut également des humoristes acadiens et franco-canadiens ayant fait ou faisait carrière principalement au Québec. Ces humoristes sont identifiés par un astérisque (*).
Une liste des humoristes avec leur site web et leurs réseaux sociaux a été préparée par le Groupe de recherche sur l’industrie de l’humour (GRIH).

## A
- Adib Alkhalidey
- Jerr Allain
- Dominique Allard
- Jean-Michel Anctil
- Josiane Aubuchon
- Nic Audet
- Marc-Antoine Audette (Justiciers masqués)

## B
- Rachid Badouri
- Jean-François Baril (Les Mecs comiques)
- Alexandre Barrette
- Michel Barrette
- Pascal Barriault
- David Beaucage
- Charles Beauchesne
- Michel Beaudet
- Mike Beaudoin
- Réal Béland (père) (Ti-Gus et Ti-Mousse)
- Réal Béland (fils)
- Mario Bélanger
- Dave Bélisle (Les Appendices)
- Marcel Béliveau
- François Bellefeuille
- Coco Belliveau*
- Val Belzil
- Nabila Ben Youssef
- Julien Bernatchez
- Guy Bernier
- Gab Bétey
- Emmanuel Bilodeau
- Alexandre Bisaillon*
- Valérie Blais
- Claude Blanchard
- Bruno Blanchet
- Liliane Blanco-Binette
- Denis Blaquière (Les Carcasses)
- Sam Boisvert
- Simon Boisvert
- Guillaume Boldock
- Vincent Bolduc (Les Zapartistes)
- Philippe Bond
- Anne-Élisabeth Bossé
- Suzie Bouchard
- Colin Boudrias
- François Boulianne
- Mehdi Bousaidan
- Lucien Boyer
- Pierre Brassard (Les Bleu Poudre)
- Normand Brathwaite (Samedi de rire)
- Sam Breton
- Benoît Brière
- Mégan Brouillard
- Charles Brunet

## C
- Vincent C.
- Pascal Cameron
- Gabrielle Caron
- Julie Caron
- Jean-François Chagnon (Les Appendices)
- Jessica Chartrand
- Jacques Chevalier (Les Bleu Poudre)
- Normand Chouinard (Samedi de rire)
- Philippe Cigna (Sèxe Illégal)
- Fabien Cloutier
- Francis Cloutier (Les Chick'n Swell)
- Martin Cloutier (Dominic et Martin)
- Jean-Marie Corbeil
- Sonia Cordeau (Les Appendices)
- Jo Cormier
- Julien Corriveau (Les Appendices)
- Ève Côté (Les Grandes Crues)
- Korine Côté
- Michel Côté (Broue)
- Louis Courchesne
- Michel Courtemanche
- Mélanie Couture
- Mathieu Cyr
- Sam Cyr

## D
- Gabriel D'Almeida Freitas
- Étienne Dano
- Yannick De Martino
- Simon Delisle
- Jérémy Demay
- Charles-Antoine Des Granges
- Clémence DesRochers
- Michelle Desrochers
- Charles Deschamps
- Yvon Deschamps
- Paul Desmarteaux
- Jacques Desrosiers (Patof)
- Steeve Diamond (Les 3 ténors de l'humour)
- Véronic Dicaire*
- Lise Dion
- Boucar Diouf
- Alex Douville
- Martin Drainville (Broue)
- Denis Drouin
- Jay Du Temple
- Fred Dubé
- Sébastien Dubé (Les Denis Drolet)
- André Dubois (Les Cyniques)
- André Ducharme (Rock et Belles Oreilles)
- Yvan Ducharme
- Richard Duchesne (Les Carcasses)
- Mathieu Dufour
- Ghyslain Dufresne (Crampe en Masse, Les Chick'n Swell)
- Alain Dumas
- Christophe Dupéré
- Marc Dupré

## E
- Jean-Michel Elie
- Rachelle Elie
- Catherine Éthier
- Denyse Émond (Ti-Gus et Ti-Mousse)

## F
- Faf
- Stéphane Fallu
- Oussama Fares
- Marc Favreau (Sol)
- Simon-Olivier Fecteau (Les Chick'n Swell)
- Denise Filiatrault
- Martin Félip
- Alexandre Forest
- Pierre-Olivier Forget
- Bernard Fortin
- Virginie Fortin
- Jey Fournier
- Chantal Francke (Rock et Belles Oreilles)
- Franky
- Roman Frayssinet
- Derrick Frenette

## G
- Alphé Gagné
- Sébastien Gagné
- André-Philippe Gagnon
- Maxime-Ève Gagnon
- Ben Gagnon
- Dave Gaudet
- José Gaudet (Les Grandes Gueules)
- Émile Gaudreault (Le Groupe sanguin)
- Cathy Gauthier
- Marcel Gauthier (Broue)
- Jason Gauvin Landry
- Jean-Claude Gélinas
- Maxime Gervais (Les Pic-Bois)
- Marylène Gendron
- Mélanie Ghanimé
- Nicolas Gignac
- Marcel Giguère
- Roger Giguère
- Jean-Sébastien Girard (La soirée est (encore) jeune)
- Jarrod Gosselin (Ben et Jarrod)
- Simon Gouache
- Mathieu Gratton (Crampe en Masse)
- Daniel Grenier (Les Chick'n Swell)
- Frank Grenier
- Serge Grenier (Les Cyniques)
- Jacques Grisé (Paul et Paul)
- Patrick Groulx*
- Joe Guérin
- Luc Guérin (Broue)
- Olivier Guimond
- Olivier Guimond, père*

## H
- Sébastien Haché
- Christopher Hall
- Anas Hassouna
- Pierre Hébert
- Louis-José Houde
- Patrick Huard

## I
- Véronique Isabel Filion

## J
- Mario Jean
- Garihanna Jean-Louis
- Jean-Thomas Jobin
- Marie-Lyne Joncas (Les Grandes Crues)

## K
- Sinem Kara
- Anthony Kavanagh
- Émile Khoury
- Eddy King

## L
- Roxanne Labanane
- Pierre Labelle
- Marc Labrèche
- Léane Labrèche-Dor
- Julien Lacroix
- Benoît Laforce (Ben et Jarrod)
- Didier Lambert
- Claude Landré
- Bruno Landry (Rock et Belles Oreilles)
- Maude Landry
- Yvon Landry (Les Bleu Poudre)
- Philippe-Audrey Larrue Saint-Jacques
- Jean Lapointe (Les Jérolas)
- Philippe Laprise
- Sylvain Larocque
- Jérémie Larouche
- Gilles Latulippe
- Marc Laurendeau (Les Cyniques)
- Michel Lauzière
- JiCi Lauzon
- Simon Leblanc
- Tex Lecor
- Patrice L'Écuyer
- Ben Lefebvre
- Pierre Légaré
- Claude Legault
- Jérôme Lemay (Les Jérolas)
- Daniel Lemire
- Dominick Léonard
- Vincent Léonard (Les Denis Drolet)
- Guy A. Lepage (Rock et Belles Oreilles)
- Daphné Létourneau
- Katherine Levac*
- Thomas Levac
- François Léveillée
- Alex Lévesque
- Dominique Lévesque (Le Groupe sanguin)
- Guy Lévesque (Les Bizarroïdes)
- Mat Lévesques
- Gaétan Loiselle (Les Carcasses)
- Doris Lussier
- Étienne Langevin (Les machines de l'humour)
- Kim Lévesque-Lizotte
- Bruno Ly

## M
- Norm Macdonald
- Peter MacLeod
- James Mannella
- François Maranda
- Jean-Michel Martel
- Maxim Martin
- Pauline Martin (samedi de rire)
- Olivier Martineau
- Dominic Massicotte (Les Pics-Bois)
- François Massicotte
- Nadine Massie*
- Martin Matte
- Mariana Mazza
- Claudine Mercier
- Jean-François Mercier
- Marc Messier (Broue)
- Marko Métivier
- P-A Méthot
- Claude Meunier (Ding et Dong, Paul et Paul)
- Dominique Michel
- Mona de Grenoble
- Dominic Montplaisir (Les Appendices)
- Anthony Montreuil
- Kevin Montreuil
- Jean-Guy Moreau
- François Morency
- Christine Morency
- Dave Morgan
- David W. Morin (Les Piles-Poils)
- Louis Morissette (Les Mecs comiques)
- Michel Mpambara

## N
- Jean-François Nadeau (Les Zapartistes)
- Guy Nantel
- Neev
- Tommy Néron
- Olivier Niquet (La soirée est (encore) jeune)

## O
- Jacob Ospian-Echeverria
- Émilie Ouellette
- Rose Ouellette (La Poune)
- Sylvain Ouellet
- Sébastien Ouellet

## P
- Pantelis
- Dominic Paquet
- Laurent Paquin
- Jean-Marc Parent
- Manda Parent
- Claude Paré (Les Carcasses)
- François Parenteau (Les Zapartistes)
- Mike Paterson
- Charles Pellerin
- Gilles Pellerin
- Yves P. Pelletier (Rock et Belles Oreilles)
- Matthieu Pepper
- Martin Perizzolo
- Alex Perron (Les Mecs comiques)
- François Pérusse
- Roméo Pérusse
- Martin Petit (Les Bizarroïdes)
- Arthur Petrie*
- Juliette Petrie
- Marie-Lise Pilote (Le Groupe sanguin)
- Guillaume Pineault
- Brian Piton
- Stéphane Poirier
- Pierre-Luc Pomerleau
- Mathieu Portelance (Les Piles-Poils)
- Simon Portelance (Les Piles-Poils)
- Pouvoirmagiefeu
- Jean-François Provençal (Les Appendices)
- Manuel Potvin-Lemieux (Chaffé Éclairé)
- Brigitte Poupart (Les Zapartistes)
- Erich Preach
- Pierre Prince

## R
- Michaël Rancourt (Les 3 ténors de l'humour)
- Antoni Rémillard
- Judi Richards
- Dave Richer
- Jonathan Roberge
- Pierre-Bruno Rivard
- André Robitaille (Les Bleu Poudre)
- Alex Roof
- Cathleen Rouleau
- Stéphane Rousseau
- Alex Roy
- Stéphane E. Roy (Les Bizarroïdes)
- Phil Roy
- Pierre-Yves Roy-Desmarais

## S
- Marcel Saint-Germain (Les Cyniques)
- Sugar Sammy
- Reda Saoui
- André Sauvé
- Fred Savard (Les Zapartistes)
- Daniel Savoie
- Jessy Scheehy
- Angelo Schiraldi
- Ken Scott (Les Bizarroïdes)
- Mathieu Séguin (Sèxe Illégal)
- Dominic Sillon (Dominic et Martin)
- Alain Simard
- Marie-Pier Simard
- Richard Z Sirois (Rock et Belles Oreilles)
- Arnaud Soly
- Léa Stréliski
- Erika Suarez
- JC Surette*
- Mibenson Sylvain
- Séric

## T
- Louis T.
- Ghislain Taschereau (Les Bleu Poudre)
- Billy Tellier
- Mario Tessier (Les Grandes Gueules)
- Samuel Tétreault
- Serge Thériault (Ding et Dong, Paul et Paul)
- Daniel Tirado
- Silvi Tourigny
- Julien Tremblay*
- Pat Tremblay
- Simon Trottier (Chauffé Éclairé)
- Gaétan Troutet (Les Zapartistes)
- Denis Trudel (Les Zapartistes)
- Sébastien Trudel (Justiciers masqués)
- Dany Turcotte (Le Groupe sanguin)
- Sébastien Turmel
- Tai TL

## V
- Martin Vachon
- Jay Vaillancourt
- Rosalie Vaillancourt
- Yann Vallières
- Christian Vanasse (Les Zapartistes)
- Bernard Vandal (Le Groupe sanguin)
- Tammy Verge
- Pierre Verville
- Nadine Vincent (Les Zapartistes)
- Jon Vaillancourt

## W
- Guillaume Wagner
- Mike Ward
- Christopher Williams
- Tranna Wintour

## Z
- Richardson Zéphir